# Pierre Augustin Dangeard
Pour les articles homonymes, voir Dangeard.
Pierre Clément Augustin Dangeard est un botaniste et un mycologue français, né à Ségrie le 23 novembre 1862 et mort le 10 novembre 1947 dans le même lieu. Il se consacre à l’étude de la reproduction des champignons.

## Biographie
Il perd son père, cultivateur, alors qu’il n’avait que deux ans. Dangeard étudie à l’École normale primaire d’Alençon (1878-1881). Le curé du village où il est instituteur lui enseigne le latin. Il obtient son baccalauréat, puis sa licence et enfin son doctorat en 1886. Il est alors nommé chef des travaux de botanique à la faculté des sciences de Caen où il était préparateur depuis 1883. Il se marie avec Henriette Labrosse, fille d’un amiral, de qui il aura quatre enfants. Parmi ceux-ci le phycologue Pierre Jean Louis Dangeard (1895-1970) et le géologue Louis Dangeard (1899-1987).
En 1891, il devient maître de conférences de botanique à l’université de Poitiers, puis, en 1894, professeur titulaire. En 1908, il est chargé de cours à la faculté des sciences de Paris, puis, en 1921, professeur titulaire. Il prend sa retraite en 1934.
Il étudie les mécanismes de reproduction des ascomyscètes.
Il est élu membre de l’Académie des sciences en 1917. Dangeard est membre de diverses sociétés savantes comme la Société botanique de France (qu’il préside en 1914-1918), la Société mycologique de France, etc. Dangeard est le fondateur de la revue Le Botaniste, en 1887.
Il reçoit divers honneurs comme la Légion d’honneur et un titre de docteur honoris causa de l’université de Cambridge.

## Sources
- Christophe Charle et Eva Telkes (1989). Les Professeurs de la Faculté des sciences de Paris. Dictionnaire biographique (1901-1939), Institut national de recherche pédagogique (Paris) et CNRS Éditions, collection Histoire biographique de l’Enseignement : 270 p.  (ISBN 2-222-04336-0)
- Jean Dhombres (dir.) (1995). Aventures scientifiques. Savants en Poitou-Charentes du XVIe au XXe siècle. Les éditions de l’Actualité Poitou-Charentes (Poitiers) : 262 p.  (ISBN 2-911320-00-X)